# イーゴリ・シュクヴィリン
イーゴリ・アナトリエヴィチ・シュクヴィリン (ラテン文字:Igor Anatolievich Shkvyrin、ウズベク語: Игорь Анатольевич Шквырин 、1963年4月9日 - ) は、ウズベキスタン・タシュケント出身の元プロサッカー選手、サッカー指導者。現役時のポジションはFW。「シュクヴィリン」という姓に関しては、「シュクウィリン」や「シュクイリン」と表記されることもある。

## クラブ
シュクヴィリンはソビエト連邦サッカーリーグに所属していたパフタコール・タシュケントで数シーズンプレーした後、イスラエル・プレミアリーグのハポエル・テルアビブへと移籍した。その後イスラエルの数クラブを渡り歩き、マレーシアサッカーリーグのパハンFAやインド・ナショナルフットボールリーグのモフン・バガン・スーパー・ジャイアントでもプレーした。シュクヴィリンはプロ選手として275ゴールを挙げ、クラブ200・ベラドル・アブドゥライモフの会員となった。

## 代表
シュクヴィリンはサッカーウズベキスタン代表に1992年から2000年まで選出され、31試合に出場、20ゴールを挙げた。彼は広島で開催された1994年アジア競技大会でウズベキスタン代表を優勝に導き、大会最優秀選手に選出された。

## 監督
2002年、選手から監督へと転身し、クリリヤ・ソヴェトフ・サマーラでアレクサンドル・タルハノフの下で2003-04シーズンまでアシスタントコーチを務めた。
2005年から2007年まではウズベク・リーグに所属していたキジルクム・ザラフシャンの監督を務めた。2007年、ヴァディム・アブラモフの下でU-23サッカーウズベキスタン代表のアシスタントコーチを務め、2008年から2010年まではラウフ・イニレーエフやミルジャラル・カシモフの下でサッカーウズベキスタン代表のアシスタントコーチを務めた。
2008年、シュクヴィリンはFCアルマリクの監督に就任した。2009シーズン、アルマリクはウズベク・リーグで4位に入り、シュクヴィリンはウズベキスタン年間最優秀監督賞を受賞した。

## 獲得タイトル

### クラブ
- マレーシアサッカーリーグ 優勝: 1995
- ウズベク・リーグ 優勝: 1998
- インド・ナショナル・フットボールリーグ 優勝: 1999-2000

### 代表
- アジア競技大会優勝: 1994

### 個人タイトル
- ソビエト連邦サッカーリーグ1部得点王: 1990 (37)
- 1994年アジア競技大会最優秀選手、得点王: 8ゴール (7試合)
- ウズベキスタン年間最優秀サッカー選手賞: 1994
- ウズベク・リーグ得点王: 1998 (22ゴール)
- クラブ200・ベラドル・アブドゥライモフ会員: 275ゴール

### 監督
- ウズベク・リーグ 4位: 2009
- ウズベキスタン年間最優秀監督賞: 2009

## 統計
| シーズン | クラブ                         | 国                              | ディヴィジョン | 出場 | ゴール |
| -------- | ------------------------------ | ------------------------------- | -------------- | ---- | ------ |
| 2001     | パフタコール・タシュケント     | ウズベキスタンの旗              | I              | 26   | 7      |
| 2000     | モフン・バガン/パフタコール    | インドの旗 · ウズベキスタンの旗 | I              | 33   | 20     |
| 1999     | モフン・バガン/パフタコール    | インドの旗 · ウズベキスタンの旗 | I              | 29   | 17     |
| 1998     | パフタコール・タシュケント     | ウズベキスタンの旗              | I              | 14   | 22     |
| 1997-98  | マッカビ・ヤッファ             | イスラエルの旗                  | II             | 0    | 0      |
| 1996-97  | マッカビ・ペタク・チクヴァ     | イスラエルの旗                  | I              | 18   | 5      |
| 1996-97  | マッカビ・ヘルツリーヤ         | イスラエルの旗                  | I              | 21   | 1      |
| 1995-96  | パハンFA                       | マレーシアの旗                  | I              | 18   | 15     |
| 1994-95  | マッカビ・ネタニヤ             | イスラエルの旗                  | I              | 21   | 9      |
| 1993-94  | ハポエル・テルアビブ           | イスラエルの旗                  | I              | 21   | 9      |
| 1992-93  | ハポエル・テルアビブ           | イスラエルの旗                  | I              | 31   | 15     |
| 1992     | スパルタク・ウラジカフカス     | ロシアの旗                      | I              | 10   | 5      |
| 1991     | パフタコール・タシュケント     | ソビエト連邦の旗                | I              | 30   | 14     |
| 1990     | パフタコール・タシュケント     | ソビエト連邦の旗                | II             | 37   | 37     |
| 1989     | パフタコール・タシュケント     | ソビエト連邦の旗                | II             | 27   | 6      |
| 1989     | ドニプロ                       | ソビエト連邦の旗                | I              | 4    | 0      |
| 1988     | ドニプロ・ドニプロペトロフスク | ソビエト連邦の旗                | I              | 10   | 2      |
| 1987     | カルパティ・リヴィウ           | ソビエト連邦の旗                | II             | 38   | 11     |
| 1986     | カルパティ・リヴィウ           | ソビエト連邦の旗                | II             | 8    | 0      |
| 1985     | パフタコール・タシュケント     | ソビエト連邦の旗                | II             | 26   | 2      |
| 1984     | パフタコール・タシュケント     | ソビエト連邦の旗                | I              | 25   | 9      |
| 1983     | パフタコール・タシュケント     | ソビエト連邦の旗                | I              | 15   | 2      |
| 1982     | FKヤンギイェル                 | ソビエト連邦の旗                | III            | ?    | ?      |